# HNK Branitelj Mostar
HNK Branitelj je hrvatski nogometni klub iz Mostara, BiH. 

## Povijest
Kao prvak Druge lige FBiH u sezoni 2010./11. plasirali su se u Prvu ligu FBiH. U Prvoj ligi igrali su do sezone 2015./16. u kojoj su osvojili 14. mjesto i ispali u Drugu ligu. 
U sezoni 2019./20. odustaju od natjecanja u Drugoj ligi FBiH nakon 14. kola. Od sezone 2020./21. igraju u županijskoj ligi HNŽ.
Najveći uspjeh Branitelja je prolazak u četvrzavršnicu Kupa BiH u sezoni 2010./11., pod vodstvom trenera Slavena Muse. Isti uspjeh ponavljaju i sljedeće sezone.

## Pregled plasmana po sezonama
| Sezona    | Rang | Liga                   | Plasman | Izvori |
| --------- | ---- | ---------------------- | ------- | ------ |
| 2016./17. | III. | Druga liga FBiH – Jug  | 3.      | [ 2 ]  |
| 2017./18. | III. | Druga liga FBiH – Jug  | 14.     | [ 3 ]  |
| 2018./19. | III. | Druga liga FBiH – Jug  | 13.     | [ 4 ]  |
| 2019./20. | III. | Druga liga FBiH – Jug  | 14. ↓   | [ 5 ]  |
| 2020./21. | IV.  | 1. županijska liga HNŽ | 11.     | [ 6 ]  |
| 2021./22. | IV.  | 1. županijska liga HNŽ | 3.      | [ 7 ]  |
| 2022./23. | IV.  | 1. županijska liga HNŽ | 7.      | [ 8 ]  |
| 2023./24. | IV.  | 1. županijska liga HNŽ | 7.      | [ 9 ]  |
| 2024./25. | IV.  | 1. županijska liga HNŽ | –       |        |

## Nastupi u Kupu BiH
2004./05.
- šesnaestina finala:  HNK Branitelj Mostar – FK Modriča Maxima (I) 0:0 (6:5 p)[11]
- osmina finala: FK Radnik Bijeljina (II) – HNK Branitelj Mostar 2:0, 5:2

2006./07.
- šesnaestina finala: HNK Branitelj Mostar – FK BSK Banja Luka (II) 2:5

2008./09.
- šesnaestina finala: NK Travnik (I) – HNK Branitelj Mostar 1:1 (6:5 p)[14]

2010./11.
- šesnaestina finala: HNK Branitelj Mostar – NK Doboj Istok (IV) 7:0
- osmina finala: FK Leotar Trebinje (I) – HNK Branitelj Mostar 1:1, 0:1
- četvrtina finala: FK Željezničar Sarajevo (I) – HNK Branitelj Mostar 6:0, 3:0

2011./12.
- šesnaestina finala: HNK Branitelj Mostar – FK Dizdaruša Brčko (III) 4:1
- osmina finala: FK Rudar Kakanj (II) – HNK Branitelj Mostar 0:1, 1:2
- četvrtina finala: FK Velež Mostar (I) : HNK Branitelj Mostar 2:0, 1:1

2012./13.
- šesnaestina finala: HNK Branitelj Mostar – NK Široki Brijeg (I) 0:2

2013./14.
- šesnaestina finala: HNK Branitelj Mostar – FK Radnik Bijeljina 0:0 (2:4 p)[19]

## Poznati igrači
- Romeo Mitrović
- Renato
- Josip Sesar
- Igor Žuržinov